# ジ・アサシンズ
ジ・アサシンズ（The Assassins）は、ヒールの覆面レスラーによるプロレスのタッグチーム。アメリカ人プロレスラーのトム・レネストとジョディ・ハミルトンによって結成され、1960年代から1970年代前半にかけて活動。日本では「覆面暗殺団」の異名で呼ばれた。
同体型に同一デザインの覆面と全身タイツという区別の付かないコスチュームを悪用した「すり替わり戦法」などの攪乱術は、ストロング・マシーンズなど後年の覆面タッグチームにも大きな影響を与えた。
レネストの引退後、ハミルトンはランディ・コリーやレイ・フェルナンデスなどをパートナーにアサシンズを再編したことがあるが、本項ではレネスト&ハミルトンの初代アサシンズについて記述する。

## メンバー
- トム・レネスト（Tom Renesto）
  - 身長：183cm[2] - 185cm[3]、体重：110kg[2] - 113kg[3]。1927年11月4日生、2000年4月25日没[4]。

- ジョディ・ハミルトン（Jody Hamilton）
  - 身長：183cm[3] - 185cm[5]、体重：110kg[3] - 120kg[6]。1938年8月28日生、2021年8月3日没[6]。

それぞれ「アサシン1号（Assassin #1）」「アサシン2号（Assassin #2）」と呼称され、日本では「アサシンA」「アサシンB」と呼ばれた。英語版ウィキペディアではハミルトンを#1としているが、1971年末に日本プロレスにハミルトンが単独で来日した際はアサシンB（Assassin #2）を名乗っており、日本ではレネストが1号、ハミルトンが2号とされる。タッグチームにおいてはキャリアが上のレスラーがリーダー格となるのが一般的なため、海外の文献でもレネストが#1、ハミルトンが#2とされている。

## 来歴
1940年代後半にデビューしたベテランのトム・レネスト、当時23歳だった新鋭のジョディ・ハミルトンによって、1961年にNWAのジョージア地区で結成される。以降、10秒程度の攻撃を繰り返しながら目まぐるしく交代するクイックタッチと、レフェリーの目を盗んでの「すり替わり戦法」を武器に各地で活躍。
フロリダ地区では1962年7月5日にジョー・スカルパ&ドン・カーティス、1963年10月8日にヒロ・マツダ&デューク・ケオムカを破り、フロリダ版の NWA世界タッグ王座を2回獲得。ロサンゼルスのWWAでは1965年にグリズリー・スミス&ルーク・ブラウンのザ・ケンタッキアンズとWWA世界タッグ王座を争った。
同年9月、日本プロレスの『ハリケーン・シリーズ』に初来日。日本マット初登場の本格的な覆面タッグチームとして注目され、9月29日の札幌大会と10月17日の茂原大会において、豊登&ジャイアント馬場が保持していたアジアタッグ王座に2度挑戦した。シリーズ終了後の追撃戦では、力道山の没後に封印されていたインターナショナル・ヘビー級王座の争覇戦への「参加資格獲得試合」が行われ、片割れが11月3日に大阪府立体育館において馬場とシングルマッチで対戦しているが、これについても、馬場と対戦したのはA＝レネストとB＝ハミルトンの、どちらであるのか見解が異なる。
1966年5月9日には、オクラホマ地区にてダニー・ホッジ&タイニー・ミルズを破り、空位となっていたトライステート版のNWA USタッグ王座を獲得、新王者チームとなる。この王座を巡っては若手時代のジャック・ブリスコとも抗争を展開しており、ブリスコ&エディ・サリバンやブリスコ&ヘイスタック・カルホーンなどのチームと争奪戦を繰り広げた。
アメリカ国外では、1967年12月4日にカナダのバンクーバーにてジェリー・グラハム&アブドーラ・ザ・ブッチャーを破り、同地区認定のNWA世界タッグ王座とカナディアン・タッグ王座の2冠王となる。カナディアン・タッグ王座はカルホーン&ドン・レオ・ジョナサンの超大型チームとも争った。1968年8月28日には、オーストラリアのブリスベンにてサイクロン・ネグロ&バロン・シクルナからIWA世界タッグ王座を奪取している。古巣のジョージアでは1969年以降、シャチ横内&プロフェッサー・イトー、ダグ・ギルバート&ボビー・シェーンなどのチームを破り、NWAジョージア・タッグ王座を再三獲得した。
1970年6月、日本プロレスの『第一次ゴールデン・シリーズ』に再来日。6月8日に愛知県体育館において、当時の王者チームであったアントニオ猪木&吉村道明のアジアタッグ王座に再挑戦した。シリーズ中は、馬場&猪木のBI砲や馬場&坂口征二の東京タワーズとも対戦している。
1970年代前半もジョージアを主戦場に、ボブ・アームストロング&ビル・ドロモやアルゼンチン・アポロ&ロベルト・ソトなどのチームとNWA南東部タッグ王座を争う。1973年からは、アン・ガンケル（オックス・ベーカー戦でのリング禍で死去したレイ・ガンケルの未亡人）が興した新団体オールサウス・レスリング・アライアンスに参戦。仲間割れを起こしての両者のシングル対戦も行われたが、ジム・バーネットの買収による団体の活動停止に伴い、1974年にレネストが引退。チームを解散することとなった。

レネストの引退後、ハミルトンはシングルプレイヤーの「ジ・アサシン」としてアメリカ南部を転戦しつつ、ロジャー・スミス、ランディ・コリー、レイ・フェルナンデスらを新パートナーに、自身がリーダー格の1号となってアサシンズを単発的に再編した。
レネスト&ハミルトンのオリジナル・アサシンズとして、2013年にはプロフェッショナル・レスリング・ホール・オブ・フェイム、2015年にはレスリング・オブザーバー・ニュースレター・ホール・オブ・フェイムに選出され、殿堂入りを果たしている。

## 獲得タイトル
ジョージア・チャンピオンシップ・レスリング
- NWA世界タッグ王座（ジョージア版）：2回[26]
- NWA南部タッグ王座（ジョージア版）：1回[27]
- NWA南東部タッグ王座（ジョージア版）：5回[20]
- NWAジョージア・タッグ王座：10回[18]
- NWAメイコン・タッグ王座：2回[28]

チャンピオンシップ・レスリング・フロム・フロリダ
- NWA世界タッグ王座（フロリダ版）：2回[11]
- NWA USタッグ王座（フロリダ版）：2回[29]

NWAトライステート
- NWA USタッグ王座（トライステート版）：4回[15]

NWAオールスター・レスリング
- NWA世界タッグ王座（バンクーバー版）：1回[16]
- NWAカナディアン・タッグ王座（バンクーバー版）：2回[30]

ワールドワイド・レスリング・アソシエーツ
- WWA世界タッグ王座：1回[12]

ワールド・チャンピオンシップ・レスリング
- IWA世界タッグ王座（オーストラリア版）：1回[17]

## サポートメンバー
- ロジャー・スミス[31]
- ドン・バス[32]
- ランディ・コリー[33]
- クルト・フォン・ヘス[34]
- ミスター・サイトー[35]
- レイ・フェルナンデス[36]